# Friedrich August Stüler

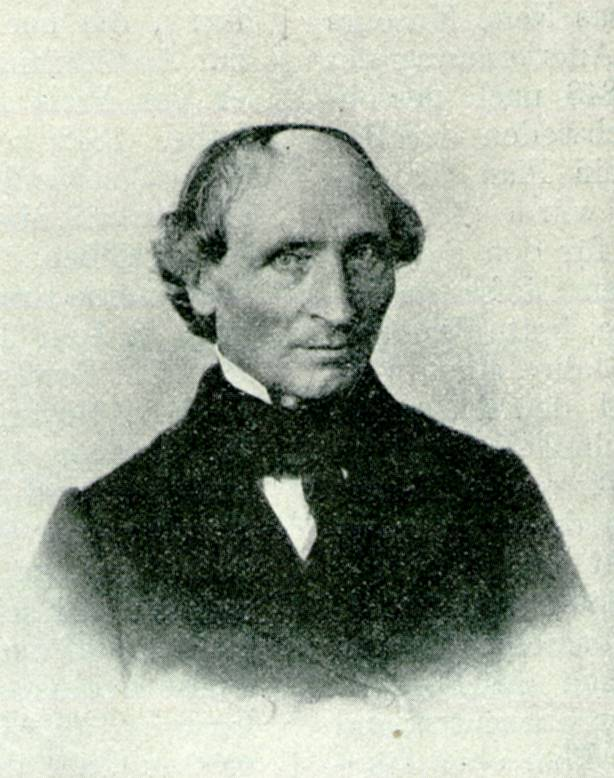
August Stüler, 1863

Friedrich August Stüler, född 28 januari 1800 i Mühlhausen, Thüringen, död 18 mars 1865 i Berlin, var en tysk arkitekt, en av de mest inflytelserika i Berlin, och preussisk byggmästare.

## Biografi
Stüler studerade i Berlin för Karl Friedrich Schinkel, blev 1832 hovbyggnadsråd och direktor för slottsbyggnadskommissionen i Berlin, 1842 överbyggnadsråd och kungens arkitekt i överbyggnadsdeputationen, 1849 en av Byggnadsakademiens direktorer och 1850 föredragande råd i ministären.
Stüler var en särdeles produktiv konstnär, som rörde sig med lätthet och skicklighet i de mest olika stilar, med förkärlek dock för gotik och nyrenässans. Bland hans arbeten märks S:t Jakobi-, Matthäus-, Bartholomäus- och Markuskyrkorna i Berlin, Freds- och Nikolaikyrkan i Potsdam, Börsen i Frankfurt am Main och slottet Hohenzollern. Han fullbordade slottet i Schwerin och tillfogade på slottet i Berlin kupolen över huvudportalen. Hans mest betydelsefulla skapelse anses vara Neues Museum (1843–1845) i anslutning till Schinkels Altes Museum i Berlin. I samma stad utfördes Alte Nationalgalerie av Heinrich Strack efter Stülers utkast. Bland hans verk får ej glömmas Nationalmuseum i Stockholm, som utfördes efter hans på beställning utförda ritningar 1850-63. Stüler utförde även en mängd ritningar till konstindustriella föremål, möbler, porslin, arbeten i silver och annat.

## Verk (urval)

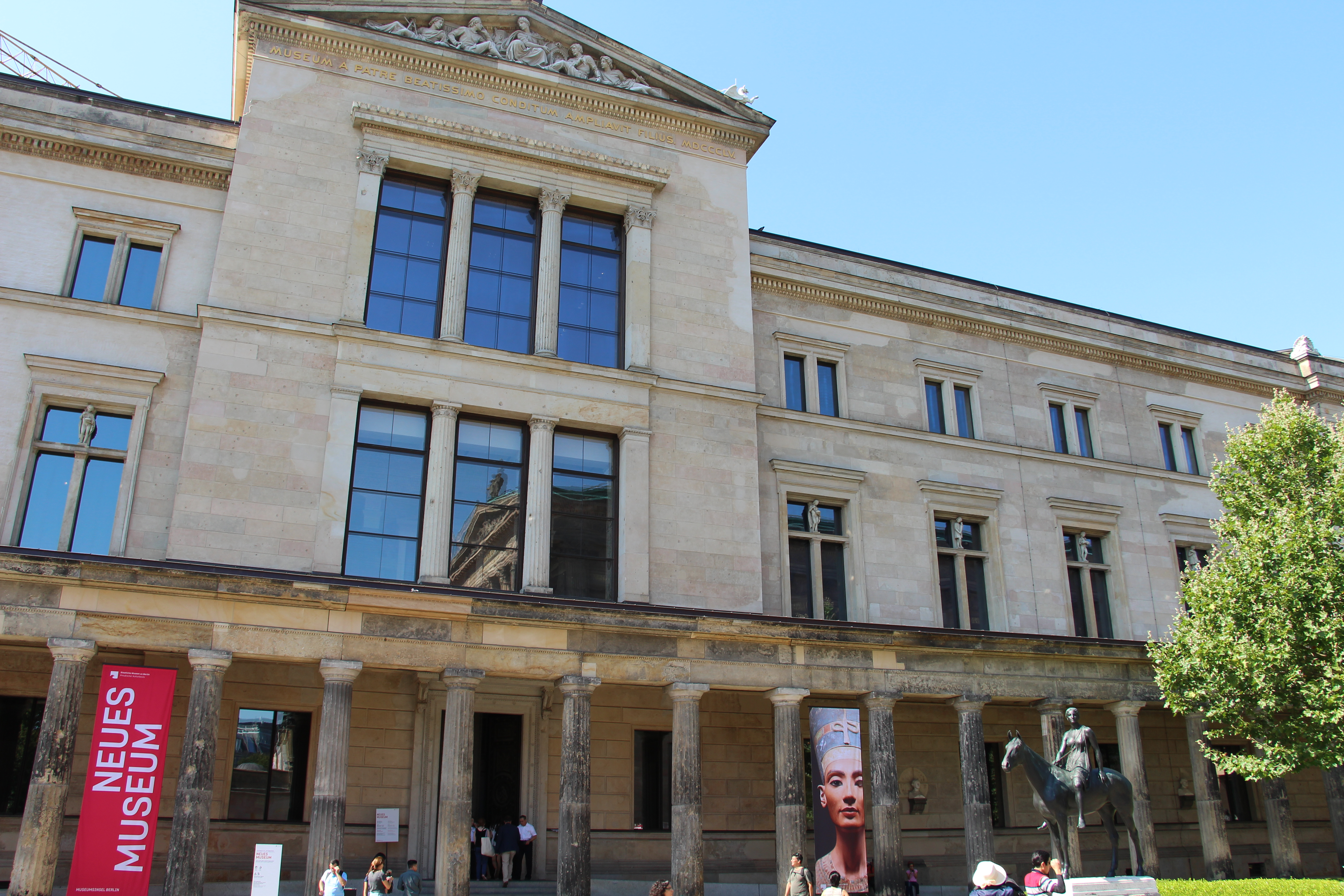
Neues Museum, Berlin
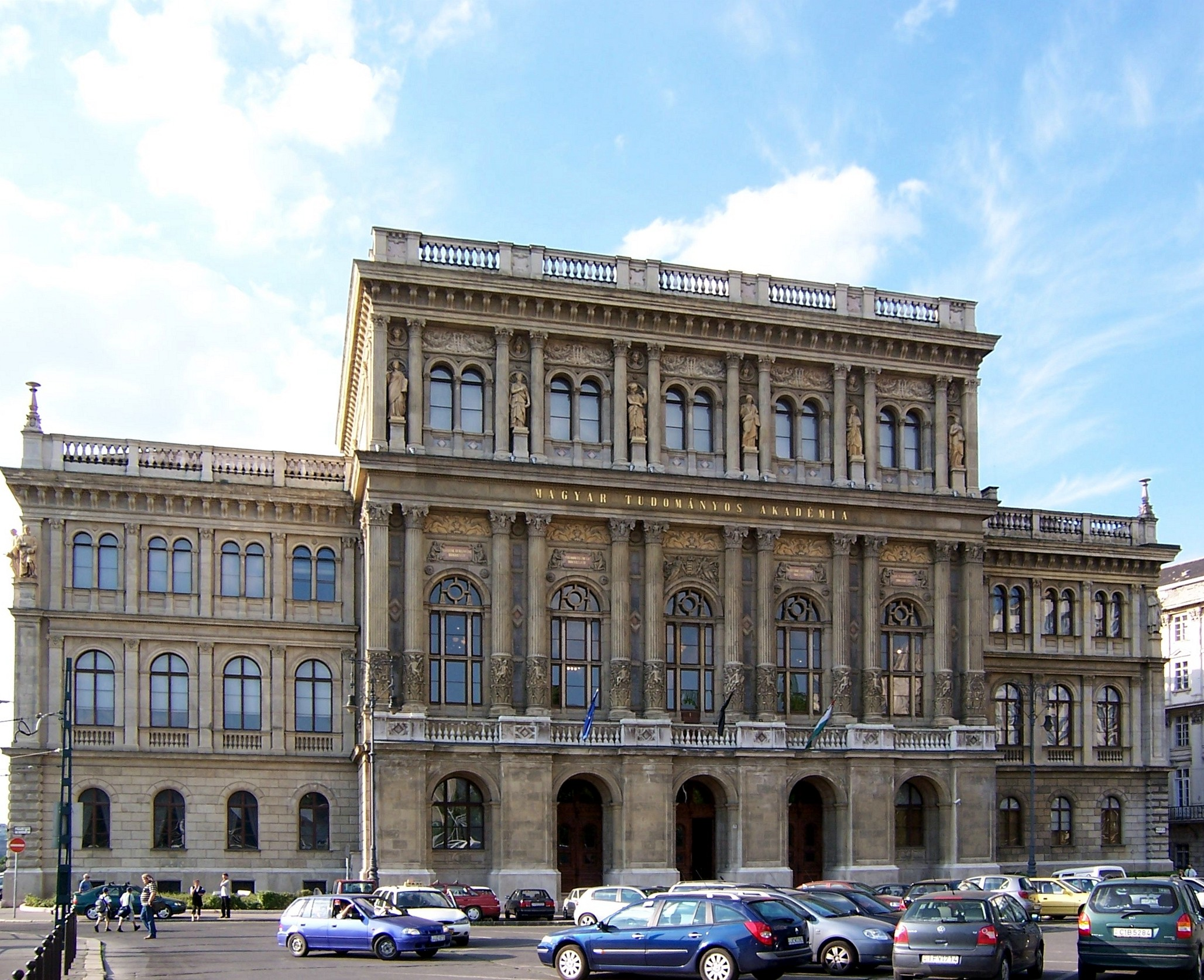
Vetenskapsakademin i Budapest
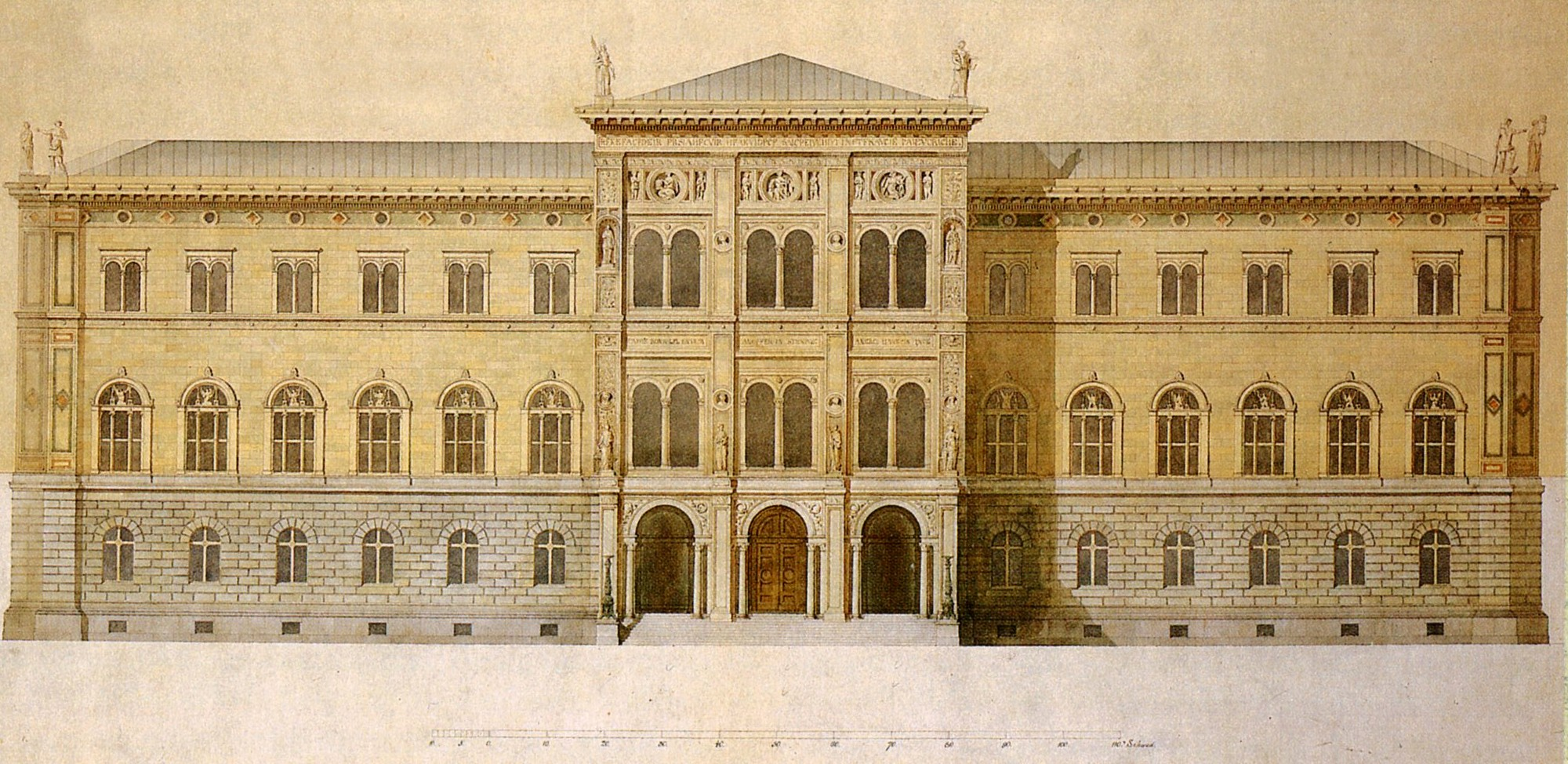
Nationalmuseum, Stockholm
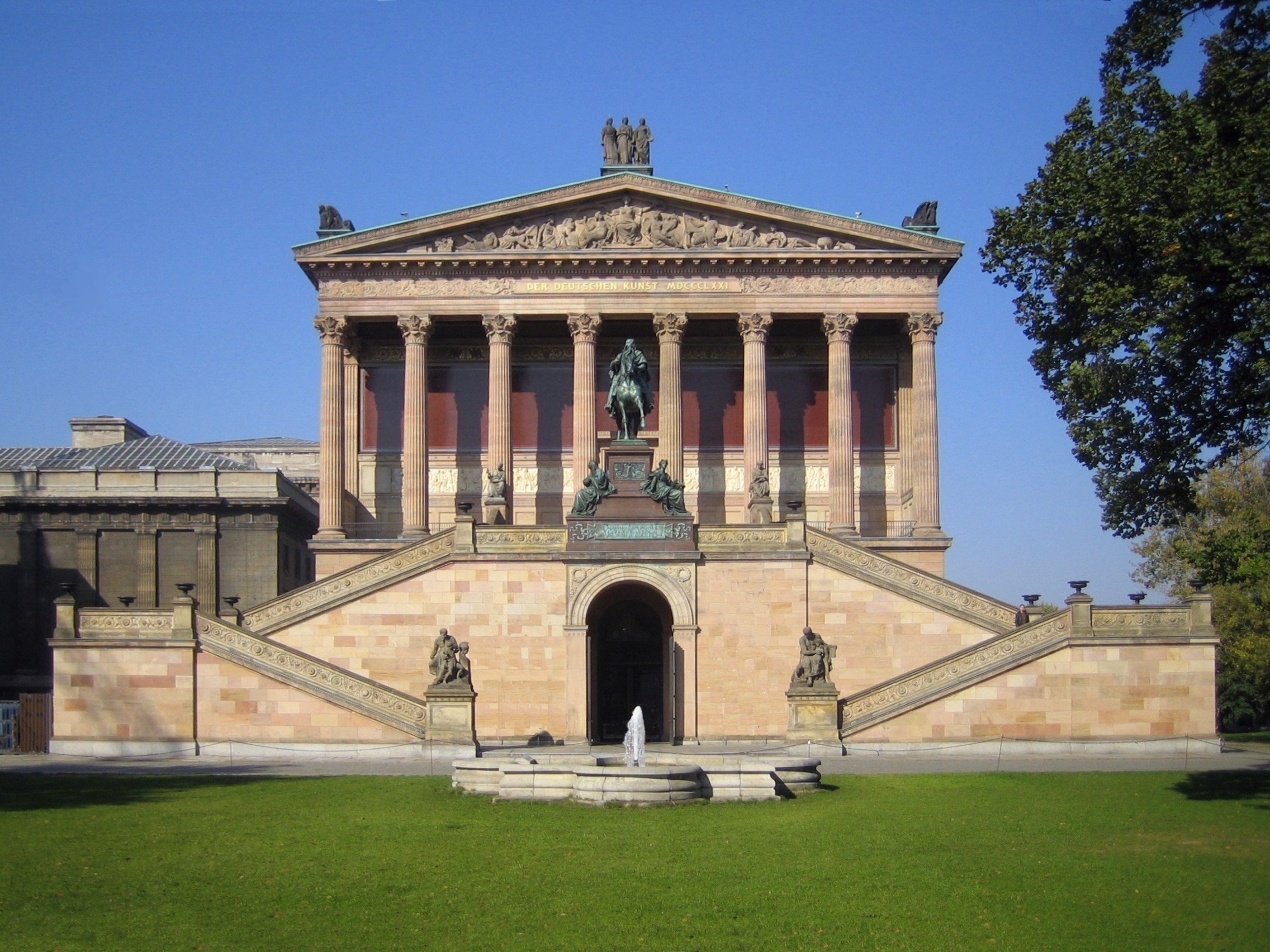
Alte Nationalgalerie, Berlin
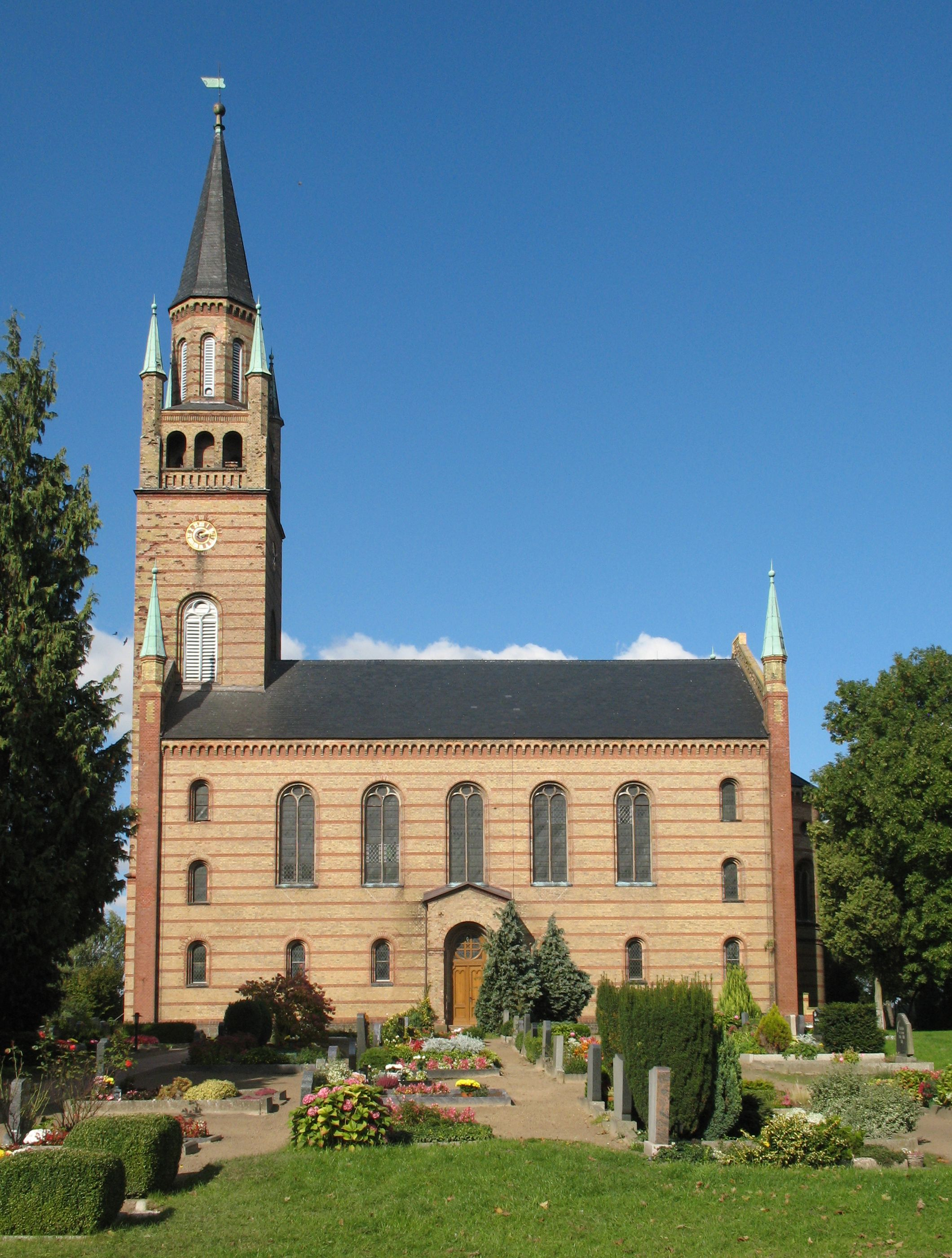
Kyrka i Fehrbellin-Langen

- 1837 Planer för återuppbyggandet av Vinterpalatset i Sankt Petersburg
- 1843–1855 Neues Museum i Berlin
- 1848–1866 Nationalmuseum, Stockholm
- 1850–1867 Burg Hohenzollern
- 1851–1864 Orangerie i Potsdam
- 1851 Triumphtor am Mühlenberg, Potsdam
- 1851 Schweriner Schloss
- 1852–1859 Regementets vaktkaserner „Garde du Corps“ mittemot Charlottenburgs slott, Berlin-Charlottenburg
- 1854–1855 Bornstedter Kirche, Potsdam
- 1855–1861 Wallraf-Richartz-Museum, Köln, (förstört)
- 1859–1866 Neue Synagoge i Berlin
- 1862–1865 Ungerns vetenskapsakademin, Budapest
- 1862–1876 Alte Nationalgalerie i Berlin
- 1865 Ombyggnad av Schloss Neustrelitz
- 1867 Stadskyrkan i Fehrbellin